# Hermann II. (Weimar-Orlamünde)

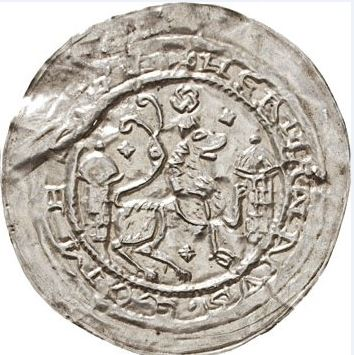
Brakteat Graf Hermanns II., Weimar, Orlamünde oder Magdala.

Hermann II. von Weimar-Orlamünde (* um 1184; † 27. Dezember 1247) aus dem Geschlecht der Askanier war von (1206–1247) Graf von Weimar-Orlamünde.

## Leben
Er war jüngster Sohn des Grafen Siegfried III. (* um 1155; † 1206) und der Sophie von Dänemark (* 1159; † um 1208), Tochter von König Waldemar I.
Nach dem Tod des Vaters 1206 regierte Heinrich II. gemeinsam mit seinem Bruder Albrecht II.
Er geriet verstärkt in Konflikt mit den Landgrafen von Thüringen, die den Berg Schauenforst zwischen Orlamünde und Rudolstadt besetzten. Landgraf Hermann I. nahm ihn 1214 in seiner Burg Weimar gefangen. Auch Landgraf Ludwig IV. kämpfte gegen beide Brüder. Hermann II. gelang es trotz der fortdauernden ludowingischen Bedrängnis, die Territorialhoheit durch Neugründung Weimars als Stadt und Zisterzienserinnen-Hauskloster Oberweimar auszubauen. Er stand weitgehend im staufischen Lager und verursachte mit seinen ständigen Fehden den Niedergang des Hauses. Die Besitzungen um die beiden Hauptorte blieben aber getrennte Herrschaftskomplexe, und so war es folgerichtig, dass 1264/65 seine Söhne Hermann III. und Otto III. die Herrschaft teilten und die zwei fast selbständigen Linien Weimar und Orlamünde begründeten.

## Nachkommen
Graf Hermann II. heiratete Beatrix von Andechs-Meranien, Tochter des Grafen Otto I. und Erbin der Herrschaft Plassenburg mit Kulmbach und Mittelberg und der Herrschaft Berneck mit Goldkronach, Meinau, Wirsberg, Pretzendorf (heute Himmelkron), Zwernitz und Trebgast. Die Kinder der beiden waren:
- Hermann (*? - †?) war ein Geistlicher[1]
- Hermann III. (* um 1230; † 1283)[2]
- Albrecht III. († 1293)[2]
- Otto III. „der Gewaltige“, Herr zu Weimar, Herr zu Rudolstadt (1279), Herr der Plassenburg, (* um 1236; † 13. Mai 1285); ⚭ Agnes von Leiningen (* 1230/40; † um 1300)
- Sophie ⚭ (vor 19. Juni 1258)[3] Heinrich VIII. von Weida (* um 1238; † 17. September 1279/1280)
- Otto, Domherr zu Würzburg (1265–1308)